# Швейцарская музыка
Швейца́рская му́зыка (музыка Швейцарии) — обобщающее понятие, применяемое к музыке различных жанров, которая была создана в Швейцарии. Её история восходит ко II веку до н. э. (музыкальные образцы отсутствуют), сложилась в результате смешения народных традиций древних племён, заселявших территорию Швейцарии. Из народной музыки страны наиболее популярно пение йодль (тирольское пение), которое сейчас распространено в Центральной Швейцарии и Аппенцелле. Центрами музыкальной культуры Швейцарии являются города Берн, Цюрих, Лозанна, Люцерн и др.
Так как в Швейцарии используются три языка: немецкий, французский и итальянский, это отразилось и на музыкальной культуре страны: связи с романским, немецким и французским искусством показательны в почти равной мере.

## История

### Античность и средневековье

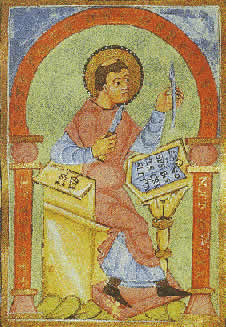
Ноткер Заика

Швейцарская музыка возникла в результате взаимодействия культур племён гельветов и ретов, заселявших территорию Швейцарии во II веке до н. э.. В течение нескольких веков выявились национальные черты швейцарской музыки. Важную роль в музыкальной культуре занимал певческий жанр альпийских горцев — йодль. В Швейцарии жанр йодль возник как средство коммуникации; пастухи в горах использовали горловые звуки для поддержания связи друг с другом. Песни в жанре йодль исполнялись с переливами, в форме вокализа. В V-VI веках швейцарская музыка подверглась воздействию алеманов и бургундов.
Профессиональная швейцарская музыка зародилась в X веке в монастырях, где развивалась литургическая музыка. Музыкальная теория изучалась главным образом в основанном в VII веке Санкт-Галленском монастыре, где работали теоретики и композиторы конца IX — начала X веков: Ноткер Заика, Тутило (автор «троп», из которых наиболее известен «Hodie cantandus est»), Ноткер Губастый и Экхарт IV. Здесь Ноткер Заика написал трактаты «О 8 тонах», «О 8 ладах», «О тетраходе», «Послания о музыке», ввёл в употребление в западных церквях секвенцию, составил учебник музыки на основе Боэция.
Начиная с XIII века в песенном фольклоре некоторых районов Швейцарии выделяются патриотические, антифеодальные песни. Также большую популярность приобретают пастушьи напевы и наигрыши. На территории Швейцарии появляется известнейший швейцарский народный инструмент — Альпийский рог. В Европе инструмент появился с племенами кочевников и первоначально использовался для передачи военных сигналов, а с XVIII века его стали использовать в качестве музыкального инструмента. В средние века носителями светской музыки в Швейцарии были миннезингеры, немецкие лирики-поэты. Они особенно прославились в XIII—XIV веках. В стране пользовались популярностью песни миннезингеров Й. Халдауба, Б. Штайнмара, графа Вальтер фон Гомберга, У. фон Зингерберга. В XIV веке демократизация страны способствовала развитию национального музыкального искусства. В то же время в Швейцарии распространилось искусство провансальских трубадуров; были популярны духовные песни немецкого поэта Генриха фон Лауфенберга. В XV веке произведения швейцарских композиторов впервые начали печататься в городах других западно-европейских стран (Вена, Копенгаген и т. д.).

### XVI—XIX века

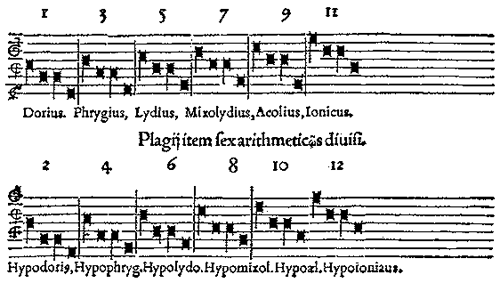
Схема ладов Глареана

В эпоху Реформации в Швейцарии развивалось нотопечатание. В крупнейших типографиях, к числу которых принадлежала типография М. Апиариуса в Берне, печатались сочинения швейцарских композиторов XVI века. Известнейшими музыкальными теоретиками XVI века являются Х. Коттер (также композитор), написавший произведения для органа в табулатурных записях, и Генрих Глареан. Глареан написал трактат «Додекахордон» («Двенадцатиструнник», 1547), в котором подвел итоги развития ладовой системы, констатировал расширение ладовой системы до 12 ладов (основываясь на использовании ладов в музыке предшествующих композиторов). Большое влияние на дальнейшее развитие швейцарской музыки оказало распространение идей гуманизма во время пребывания Эразма Роттердамского в Базеле.
Некоторые швейцарские композиторы XVI века: Л. Зенфль, Л. Буржуа (один из составителей Женевского пластыря, мастер полифонического письма), И. Ванненмахер, Г. Мейер (автор мотетов и светских песен). Людвиг Зенфль сочинял многоголосные мотеты и песни, был учеником Хенрика Изака и его преемником на должности придворного музыканта при дворе императора Максимилиана в Вене. Его творчество высоко оценил Мартин Лютер.
В итоге Реформации, проведённой в Швейцарии радикальными кальвинистами и продолжавшейся до начала XVII века, иностранная музыка подверглась гонениям, Швейцария оказалась в стороне от преобразований, совершившихся в музыкальной культуре Италии, а затем в других западно-европейских странах в XVI—XVII веках. В результате музыкальное искусство страны пришло в упадок. Швейцарские композиторы, не видя для себя будущего на родине, уезжали за границу. Первые произведения с заграничным воздействием появились лишь в 1628 году — произведения И. Бенна. После окончания Реформации кальвинистов в стране появились первые музыкальные организации — Коллегиум музикум. Первые объединения Коллегиум музикум появились в Цюрихе в 1613 году и Винтертуре в 1629 году. Прославились композиторы И. У. Зульцбергер и В. Молитор, написавшие множество светских многоголосных сочинений.
В XVIII веке композиторы Швейцарии начали развивать светские жанры инструментальной музыки, в отличие от Зульцбергера и Молитора, которые использовали светский жанр только в вокальных произведениях. Приобрели известность трио-сонаты и увертюры Джованни Альбикастро. Альбикастро напечатал 8 сборников своих сочинений в Германии и Нидерландах в 1700—06 годах. В XVIII веке популярностью пользовались кантор И. Бахофен (духовные кантаты, пьесы для органа), органист Ф. Мейер фон Шауэнзе (оперы-буффа, зингшпили, поставленные в Люцерне), педагог Й. Г. Эгли (пьесы для фортепиано). В 1788 году в Цюрихе впервые были поставлены оперы; с 1820 года в Цюрихе ставились сценические произведения швейцарских композиторов, в том числе Г. Гёца, а с 1834 года их начали ставить в Муниципальном театре в Базеле. В то время в Цюрихе оперы ставились регулярно.

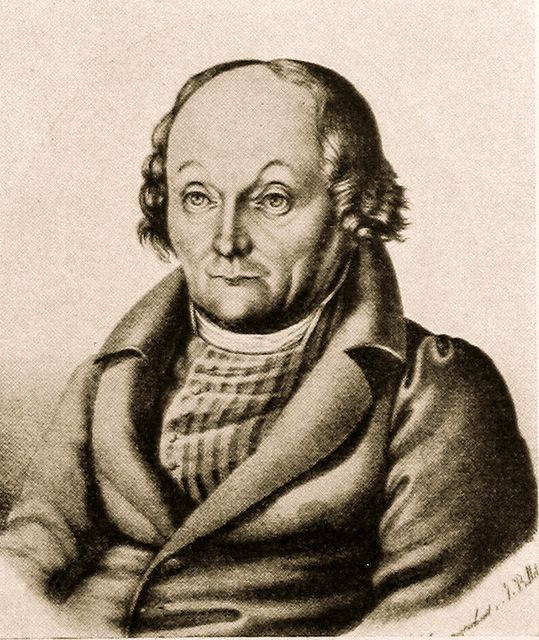
Ганс Георг Негели

В конце XVIII века в стране началось так называемое хоровое движение под влиянием идей Жан-Жака Руссо и Иоганна Песталоцци. По всей стране популяризировалась народная музыка, к хоровому пению привлекались широкие слои населения, обрабатывались народные мелодии, создавались музыкальные школы и любительские мужские хоры (самые большие из них насчитывали около 600 человек). Под влиянием педагогических идей Песталоцци развилась музыкальная педагогика. Известный педагог и композитор Г. Г. Негели издал свои работы, в их числе «Обучение пению на основе принципов Песталоцци», «Лекции о музыке, рассчитанные на дилетантов», «Музыкальные таблицы для обучения пению в школах». Также он основал своё издательство и певческий институт в Цюрихе (в дальнейшем существовал под названием Мужского хора Цюриха). В числе выдающихся музыкальных деятелей начала XIX века пианист и композитор Ф. К. Шнидер фон Вартензе (опера, симфония, оратории, написал книгу «Система ритмики»), композитор Ф. Т. Фрёлих (хоровые сочинения, около 150 песен), пианист и композитор В. Баумгартнер (друг Рихарда Вагнера, музыкальный директор Цюрихского института). Известные музыковеды: М. Люсси, написавший теорию ритма и учение об акцентуации, и А. Дешевран — исследователь григорианского пения.
Некоторые швейцарские музыканты учились и были лично знакомы с крупнейшими композиторами Европы. Например, пианист Ш. С. Бови-Лисберг был учеником Шопена, а Г. Вебер был учеником Таузига. Этот фактор в свою очередь способствовал развитию швейцарской музыки.

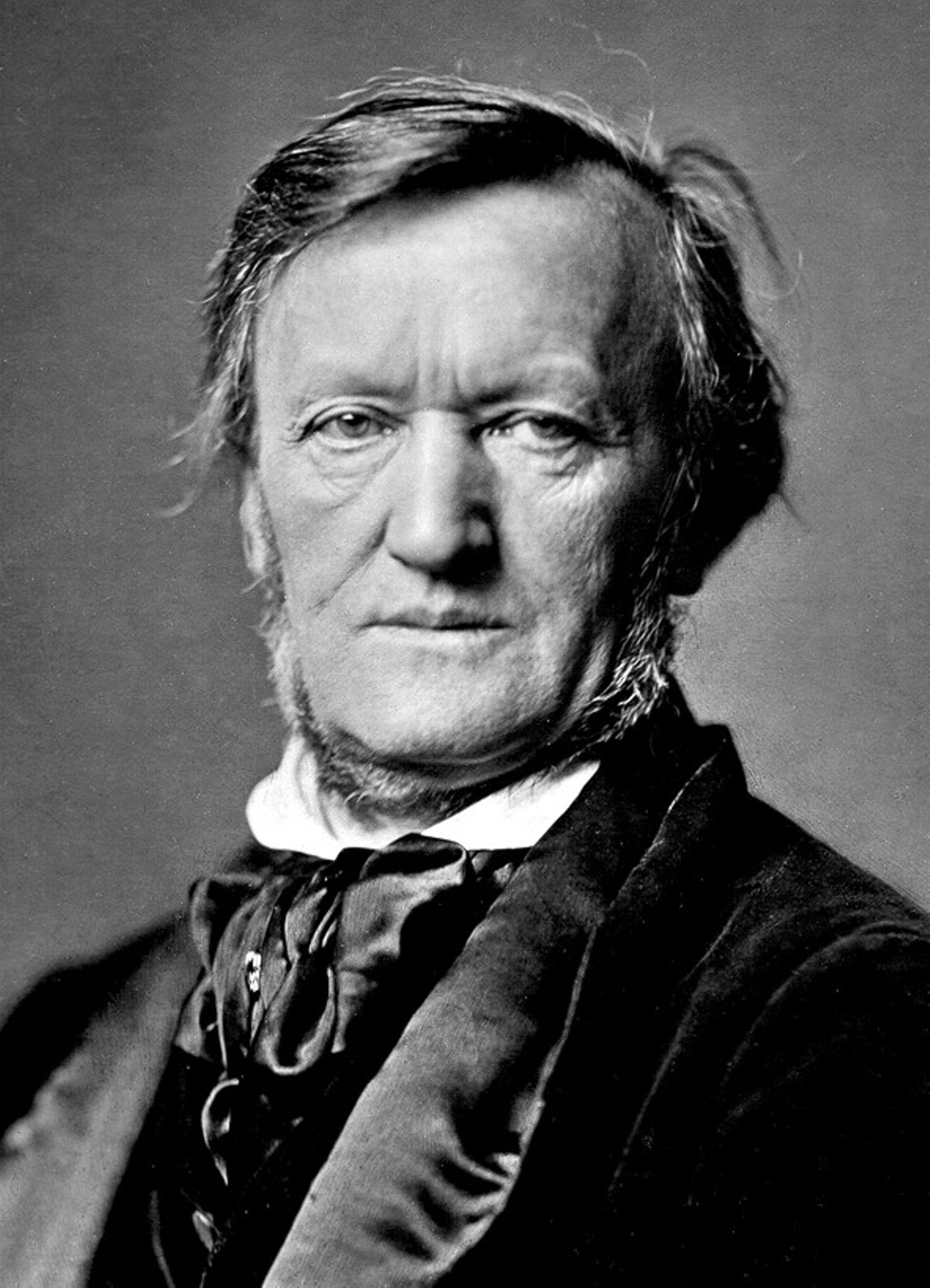
Рихард Вагнер

В XIX веке музыкальная жизнь во всех городах Швейцарии развивалась равномерно, поэтому ни один из городов не выдвигался как музыкальный центр. По всей стране, включая небольшие города, появлялись музыкальные коллективы: профессиональные и любительские хоры, симфонические оркестры. В 1835 году меценатом Франсуа Бартолони в Женеве была основана Женевская консерватория, старейшая из консерваторий Швейцарии. Крупнейшим симфоническим оркестром являлся Цюрихский (основан в 1862 году). Музыкальная культура в немецких кантонах была тесно связана с немецкой культурой; в Германии получали образование многие швейцарские музыканты (например И. Рафф); в развитие швейцарской музыки вносили свою лепту некоторые немецкие композиторы: Ф. Абт (в 1841—52 руководил оркестром в Цюрихе), Т. Кирхнер (обосновался в Швейцарии с 1843 года), Г. Гёц и др.
Большую роль сыграл Рихард Вагнер, в 1849—58 годах он прожил в Швейцарии. В 1850—53 годах он дирижировал в спакталях и симфонических концертах, ставящихся в Цюрихском театре, сам поставил спектакль «Летучий голландец» в Цюрихе (1852), Лозанне, Женеве. Произведения Вагнера составляли основную часть репертуара Цюрихского театра в XIX веке.
Крупнейшие швейцарские композиторы конца XIX — начала XX веков: Ф. Хегар, X. Хубер, О. Барблан (патриотические песни, был учеником А. Брукнера), Ф. Клозе (музыкальная драма «Ильзебилль», оратория «Солнечный дух»), И. Лаубер. Фридрих Хегар основал смешанный хор (1864), музыкальную школу (1876), ставшую в 1907 году консерваторией; руководил ею до 1914 года. Хубер был директором Базельской консерватории, написал множество фортепианных произведений в духе Ференца Листа.
В 1861 году был основан первый музыкальный журнал «Schweizerisches Sängerblatt», который издавался в Берне до 1878 года. В 1879 году был создан второй музыкальный журнал «Schweizerische Musikzeitung und Sängerblatt». В 1868 году дирижёр и скрипач Ф. Хегар основал Оркестр Тонхалле, а в 1877 году был основан Бернский симфонический оркестр.

### XX век

#### Классическая музыка
В начале XX века выделились приверженцы немецкой, французской и итальянской музыкальных культур. Музыкальное общество страны раскололось на три лагеря.
Среди приверженцев немецкой музыки были О. Шёк (оперы, инструментальные и хоровые произведения, писал под влиянием Шумана и Вольфа), Г. Зутер (оратории, симфонии), Ф. Андре, В. Курвуазье, Г. Песталоцци, Ф. Врун, К. Бек (6 симфоний, 2 кантаты, концерты), Г. Хиллер, В. Фогель, А. Мёттингер, Т. Кельтерборн, В. Буркхард, Т. Зутер, Ж. Вильдбергер, В. Верли.

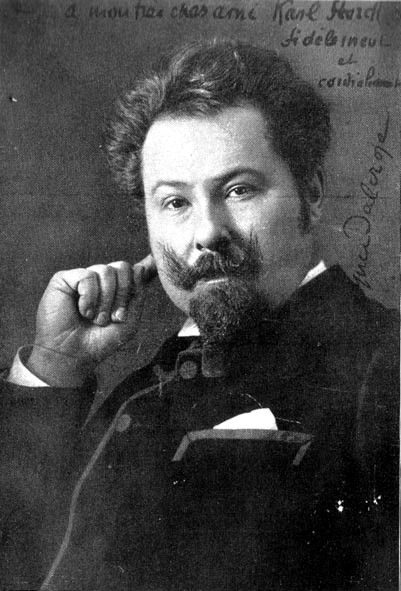
Эмиль Жак-Далькроз

Традициям французской музыки придерживался педагог и композитор Эмиль Жак-Далькроз, основатель системы музыкально-ритмического воспитания, получившей распространение в 1920—х в Европе и США; основал в Женеве институт, в котором преподавал с 1915 года. Другие композиторы «французской» Швейцарии: Г. Доре (оперы, песни, хоры), который также был выразителем романского начала в музыке, А. Ганьебен (директор Женевской консерватории в 1925—57 годах), Ф. Мартен (в его творчестве проявилось сочетание традиций Р. Вагнера, Р. Штрауса и др.), Ж. Ф. Цбинден, А. Ф. Марескотти, Т. Ваутас.
Представителями романских и итальянских музыкальных традиций в швейцарской музыке были: Р. д’Алессандро, О. Нуссио (ученик О. Респиги), К. Ф. Семини, Г. Жиюфре, Г. Зутермейстер (опера «Чёрный паук», песни, связанные с традициями Верди, Пуччини, Р. Штрауса).
С 1910—х годов уровень швейцарской музыки значительно повысился благодаря пребыванию в нейтральной Швейцарии известных композиторов во время мировых войн. В их числе — И. Ф. Стравинский (1914—18), написавший здесь «Свадебку» и «Историю солдата», исполненных здесь же под руководством Эрнеста Ансерме, в его честь назван концертный зал в Монтрё; Ф. Бузони (1915—20); Э. Леви (1916—1920; Ф. Ярнах (1918—21); С. В. Рахманинов (1932—39); Г. Шерхен (1933—66, с перерывами); Р. Штраус (конец 1940-х), П. Хиндемит (1953—63), Э. Петри (1957—62), Б. Мартину (конец 1950-х). Во время войны и после неё в Швейцарию эмигрировали многие зарубежные исполнители ― Геза Анда, Тамаш Вашари и др.
Известны дирижёр Эрнест Ансерме, основатель Романского оркестра в Женеве (1918), и Эрнест Блох, уроженец Женевы, живший в США и проведший в Швейцарии 10 лет; среди модернистов: Армин Шиблер, перешедший от неоклассицизма к додекафонии и Рольф Либерман, писавший под влиянием авангардизма. Либерман и Зутермейстер под влиянием Фогеля обратились к серийной технике. Известнейший швейцарский композитор начала XX века — Артюр Онеггер. Писал оперы (самая известная из них — «Юдифь», 1925), кантаты, симфонические поэмы и т. д. С 1920 года был одним из членов французской «Шестёрки». Среди других композиторов — П. Мюллер-Цюрих, Р. Обусье, В. Грезер, К. Регамей, Э. Стемпфли.
В тот же период развивалось музыковедение. Швейцарские музыковеды начала XX века: Р. А. Моозер (ряд работ о русской музыке), К. Неф («История западно-европейской музыки»), Э. Бернулли, Э. Ислер, Ж. Хандшин, Ж. Обер. Наряду с ними в стране работали австрийские и немецкие музыкальные теоретики Э. Курт, К. Г. Феллерер, П. Вагнер, и др. В 30—40-х годах в Швейцарии работали музыковеды В. Шу, В. Мериан, М. Фер, А. Э. Шербюлье.
В музыкальных произведениях 20—30-х годов чувствуется смешение немецкого романтизма и французского импрессионизма. Это явление особо типично для произведений Ф. Мартена. Развивается и народная музыка, композиторы смешивают народную музыку с другими жанрами, например Ф. Лихти, а американский певец в стиле кантри Джимми Роджерс основывает жанр блюз-йодль — сплав блюза и йодла. Было создано несколько симфонических и камерных оркестров (Оркестр итальянской Швейцарии в 1933 году Л. Казеллой, Лозаннский камерный оркестр в 1942 году В. Дезарзаном, Цюрихский камерный оркестр в 1945 году Э. де Штуцем). После окончания Второй мировой войны развились культурные связи с другими странами, в Швейцарии сосредоточились многие международные музыкальные организации (Европейская ассоциация музыкальных фестивалей в Женеве, Международная федерация музыкантов в Цюрихе, Международное музыковедческое общество в Базеле, основанное там же в 1927 году). Среди швейцарских музыкальных организаций были Ассоциация швейцарских композиторов, Союз швейцарских музыкантов (с 1900 года), Швейцарское объединение исполнителей, Швейцарский музыкальный совет (с 1964 года), входящий в Международный музыкальный совет при ЮНЕСКО и координирующий музыкальную жизнь страны.
В 50—60-х годах композиторы искали новые выразительные формы. Многие из них сочиняли в традиционной форме и экспериментировали в технике исполнения. В их числе А. Шиблер, Дж. Дж. Энглерт, Р. Штурценэггер, Ж. Вильдбергер, Р. Кельтерборн и др. Исполнялись экспериментальные сочинения Ю. Виттенбаха, П. Марьетана, Х. У. Лемана, У. П. Шнайдера, Р. Мозера.
В 60—70—х годах в музыке швейцарских композиторов заметно сказывается влияние К. Штокхаузена и В. Булеза. Многие швейцарские композиторы учились в Танглвуде и Донауэшингене, где получали представление о современной музыке. Во многих городах начали проводиться музыкальные фестивали и симпозиумы, в том числе фестиваль Иегуди Менухина в Гштаде, джазовый фестиваль в Монтрё, Баховский конкурс в Цюрихе, Международный конкурс исполнителей в Женеве (с 1939 года), конкурс скрипачей в Сьоне (в рамках фестиваля Т. Варги).
Среди известных швейцарских исполнителей XX века ― пианисты Э. Фишер, В. Бакхауз, А. Корто, органисты О. Барблан (органист церкви Святого Петра в 1892—1938 годах), Б. Рейшель, Г. Функ, Э. Кауфман; скрипачи П. Копачинская, А. Пошон (ученик Э. Блоха), Г. Шнеебергер (лауреат Премии Роберта Шумана 1995 года); виолончелисты Д. Маркевич, И. Хегар (крёстный сын И. Брамса) и Э. Хегар; исполнители на духовых инструментах ― П.-Л. Граф (флейта), Х. Холлигер (гобой, лауреат Международного конкурса в Женеве 1959 года, также композитор, автор экспериментальных сочинений), Т. Фридли и Э. Бруннер (кларнет) и другие.
В середине 70—х в Швейцарии существовало 10 симфонических оркестров, крупнейшим из которых является оркестр Романской Швейцарии; новейшие симфонические оркестры Швейцарии — Бильский симфонический оркестр (1969) и оркестр «Базельская синфониетта» (1980). Среди камерных оркестров — Цюрихский, Лозаннский, Люцернский и Базельский (основан в 1926 году) камерные оркестры. Базельский оркестр пропагандирует современную музыку. Также существует множество инструментальных ансамблей (Бернский квартет «Новые горизонты», базельский «Флонцелай-квартет») и хоров (цюрихский Баховский хор, Бернский камерный хор и вокальный ансамбль «Энгадинер канторай», Певческий союз Швейцарии, Швейцарский союз рабочих певцов). Была популярна церковная музыка, среди популярнейших церковных музыкальных коллективов — церковные хоры при кафедральных соборах в Базеле, Женеве, Лозанне и др.
В Швейцарии развилось музыкальное преподавание, на момент 70-х в стране имелось 9 консерваторий: в Базеле, Берне, Лозанне, Люцерне, Винтертуре, Фрибуре, Женеве, Нёвшателе, Цюрихе. Консерватории Цюриха и Женевы отличились своей методикой преподавания. В других городах было много церковных и городских музыкальных школ.

#### Популярная музыка

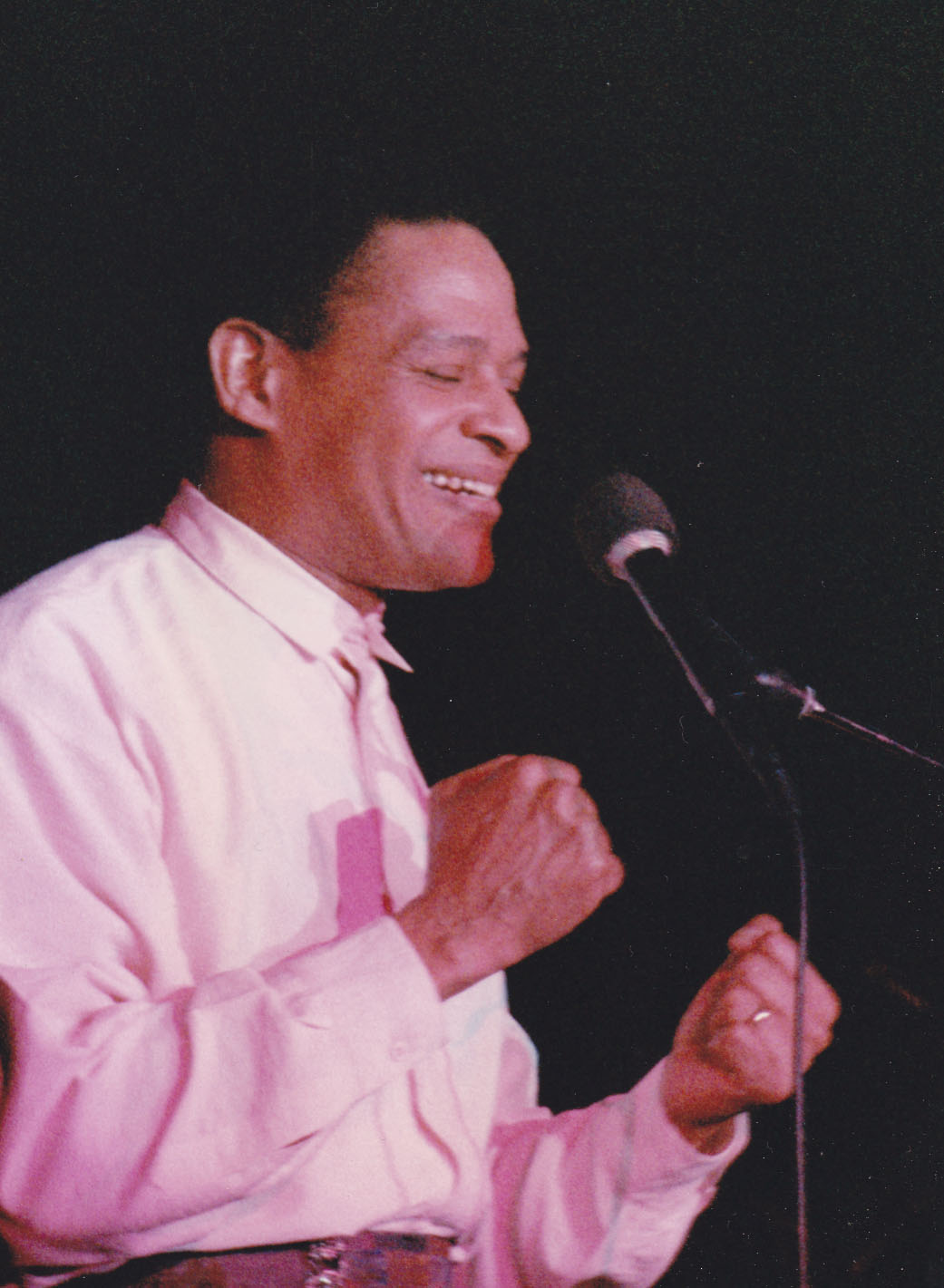
Эл Джерро на джазовом фестивале в Монтрё (1986)

В конце 40—х годов получила популярность джазовая музыка. С 1967 года в Швейцарии ежегодно проводится джазовый фестиваль в Монтрё, начало фестивалю положил музыкальный деятель Клод Нобс, который уговорил выступить джазовую певицу Роберту Флэк в небольшом местном кафе). В джазовом фестивале принимают участие известнейшие исполнители джаза.
В 1956 году в Швейцарии в первый раз прошёл конкурс песни Евровидение, где Швейцарию представляла певица Лиз Ассиа, выигравшая конкурс, во второй раз Швейцария выиграла на конкурсе в 1988 году с перевесом в один голос, когда страну представляла Селин Дион.
В Швейцарии работали многие популярные исполнители. В Монтрё в 1971 году была написана песня «Smoke on the Water» группы «Deep Purple» под впечатлением от пожара в казино. В 1991 году в студии «Dreamland» в Монтрё был записан последний альбом группы Queen «Made in Heaven». Там же установлен памятник Фредди Меркьюри.
В конце века популярность приобрела музыка в стиле рок, трэш-мэтал, фолк-мэтал и т. д. Появились музыкальные группы, исполняющие композиции в этих жанрах, в их числе — Debile Menthol (1979—85), Yello (с 1980 года), Coroner (1986—96), Samael (с 1987 года), Impure Wilhelmina (с 1996 года).

### Современная швейцарская музыка

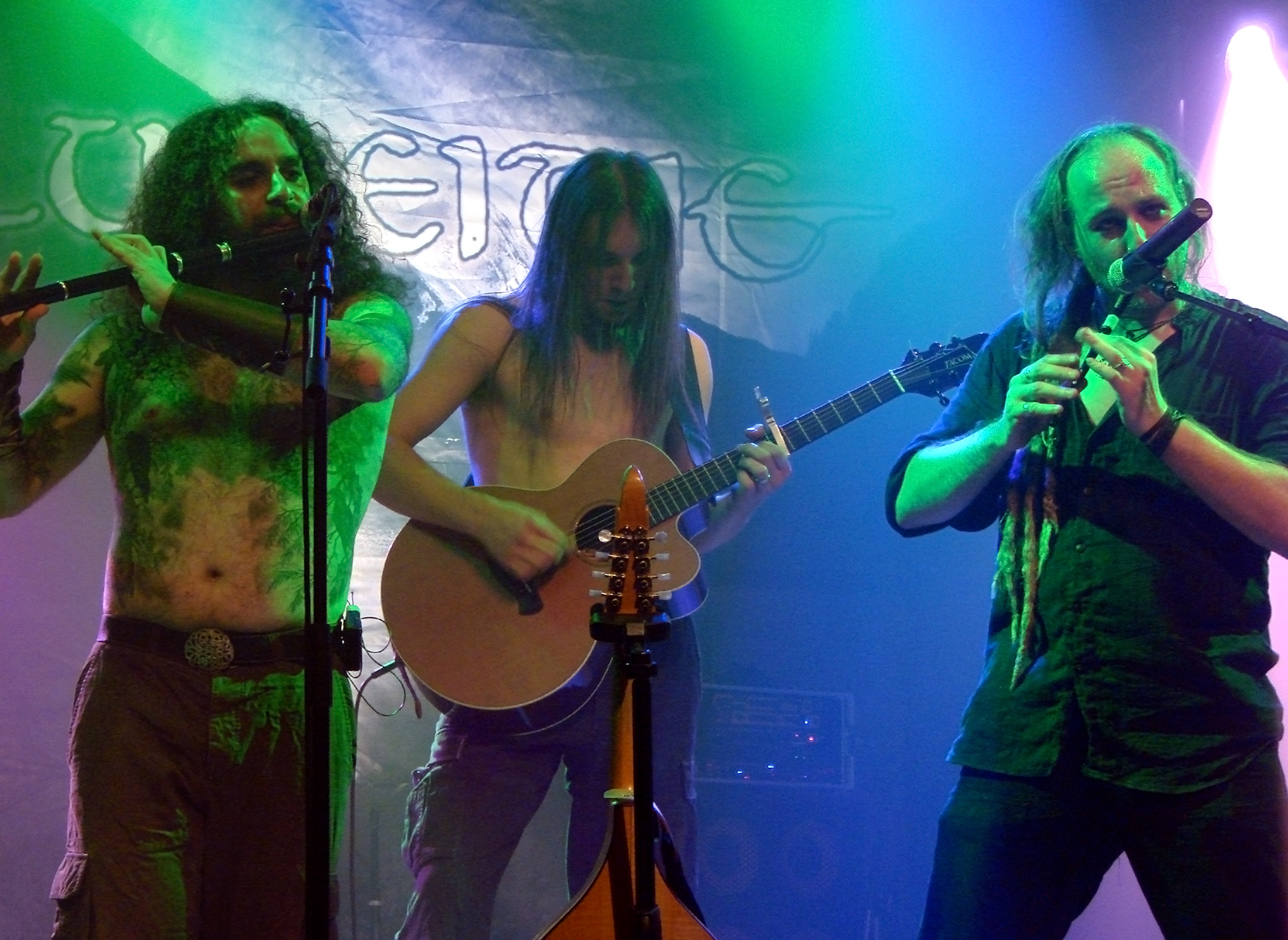
Фолк-метал группа Eluveitie

Сейчас в Швейцарии актуальна музыка многих жанров. Популярны жанры рок, джаз и поп-музыка. Среди известных рок— и эстрадных групп — Gotthard (хард-рок, хеви-метал), являющаяся самой успешной швейцарской рок-группой, композиции которой постоянно занимают первое место в хит-парадах, Eluveitie (фолк-метал), SnakeSkin (EBM), Lacrimosa (дарквейв, готик-метал), Darkspace (блэк-метал), Krokus (хэви-метал), Last Vote (построк) и др. Популярные эстрадные певцы и певицы — DJ BoBo (участник Евровидения 2007), Тило Вольфф (основатель групп Lacrimosa и SnakeSkin), Франсин Жорди (участница Евровидения 2002), Паоло Менегуцци (участник Евровидения 2008), Михель фон дер Хайде (участник Евровидения 1999 и 2010) и т. д. Главная группа хит-парадов страны — Swiss Music Charts.
В Швейцарии ежегодно проходят сотни музыкальных фестивалей всех музыкальных направлений, в том числе джазовые фестивали в Монтрё, Берне и Виллисау, июльские фестивали в Берне, Аванше и Ньоне. Концертный сезон начинается в конце июня в Санкт-Галлене. Ежегодно проходят летние концерты под открытым небом (эстрадная музыка), например, симфонические и камерные концерты в Биле, Лугано (в парке Парко—Чивико) и др. Также проводятся международные музыкальные фестивали классической музыки в Люцерне, Санкт-Морице, Гштаде, которые являются одними из важнейших событий классической музыки.
Сейчас в Швейцарии существует 7 консерваторий (старейшая из них — Женевская). Среди музыкальных организаций — Объединение исполнителей йодлей (по состоянию на 2005 год насчитывало свыше 12000 членов), Федеральное певческое общество (около 15000 членов). Существуют оперные труппы в Базеле, Берне, Цюрихе, Люцерне, Санкт-Галлене и Биле.

## Танцы
Среди популярных в Швейцарии танцев — «птичья» полька и различные хороводы. Также развит балет; в некоторых городах, в частности в Цюрихе, Базеле и Женеве, имеются балетные труппы, в их числе танцевальная труппа Мориса Бежара, переехавшего в 1987 году из Брюсселя в Лозанну. Бежар основал в Лозанне танцевальную школу и компанию «Béjart Ballet».
Ежегодно в Швейцарии проходят народные фестивали танцев. С января 1973 года в Лозанне проходит один из самых престижных балетных конкурсов мира, основанный Филиппом и Эльвирой Брауншвейгские и Розеллой Хайтауэр. В разное время конкурс также проводился в других городах (Нью-Йорк, Токио, Москва).

## Музыкальные инструменты

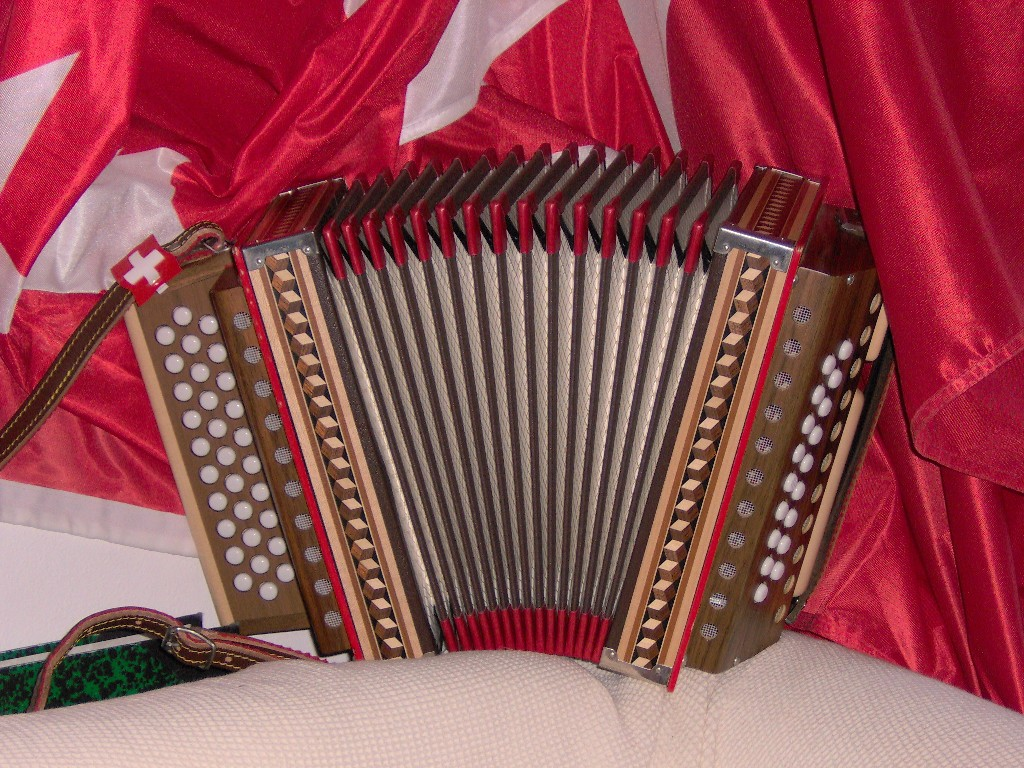
Швейцарский аккордеон

В списке представлены инструменты, популярные в Швейцарии (большинство из них популярны во многих странах Европы и Азии):
- Альпийский рог (нем. Alphorn)
- Швейцарский аккордеон (нем. Schwyzerörgeli)[3]
- Цитра (нем. Zither)[1]
- Цистра (фр. Cistre)
- Цимбала (нем. Hackbrett)[3]
- Варган (нем. Trümpi)[3]
- Губная гармоника (нем. Mundharmonika)[1]
- Колёсная лира (нем. Drehleier)
- Мандолина (итал. Mandolino)